# Paulo Caleffi
Paulo Vicente Caleffi CavMM (Bento Gonçalves, 17 de agosto de 1948) é um advogado, empresário, economista e político brasileiro filiado ao Partido Social Democrático (PSD). Entre 2021 e 2023, exerceu seu primeiro mandato de deputado federal pelo Rio Grande do Sul, como suplente empossado. Caleffi assumiu o mandato após o deputado Danrlei assumir a Secretaria de Esporte e Lazer do governo de Eduardo Leite (PSDB). Em 2020 e 2024, foi candidato a prefeito em Bento Gonçalves, terminando em segundo lugar em ambos os pleitos.

## Biografia
Paulo Vicente Caleffi nasceu em 17 de agosto de 1948 em Bento Gonçalves. Graduou-se em direito e em economia e fez pós-graduação em Marketing e em Pesquisa e Ensino pela Universidade de Caxias do Sul. Também é pós-graduado em Logística (2007) e em Inovação e Competitividade (2009) pela Universidade de Miami (USA). Em 1985, liderou os empresários que fundaram o Sindicato das Empresas de Transportes de Cargas de Bento Gonçalves (Sindibento) e foi presidente da entidade por 12 anos. Como presidente do Sindibento participou da criação da Federação das Empresas de Transportes de Cargas no Estado do Rio Grande do Sul (Fetransul), da qual também foi presidente entre 2000 e 2019. Desde 1987 é diretor da Transportes Bertolini Ltda.
Em 1994 se candidatou a deputado federal, sem se eleger, pelo extinto Partido Progressista Reformador (PPR), que deu origem ao atual Progressistas (PP). Em 2004, Caleffi foi admitido pelo presidente Luiz Inácio Lula da Silva à Ordem do Mérito Militar no grau de Cavaleiro especial.
Em setembro de 2017 se filiou ao Partido Social Democrático (PSD). Em 2018, após 24 anos, se candidatou novamente a deputado federal, conquistando a primeira suplência. Em 2020, em um pleito com nove candidatos, concorreu a prefeito de Bento Gonçalves, e ficou em segundo lugar, com 15.651 votos, cerca de 25% do eleitorado. A eleição foi contestada na Justiça, que na primeira instância chegou a cassar a candidatura vencedora, mas a decisão foi suspensa. Em maio de 2021, Caleffi assumiu o cargo de deputado. Com isso, o município de Bento Gonçalves voltou a ter um representante em Brasília após 30 anos.
Em seu mandato na Câmara, Caleffi cronologicamente votou a favor de acabar com o licenciamento ambiental para diversas atividades e favorável à manutenção de despejos durante a pandemia de COVID-19. Caleffi esteve ausente na votação sobre a privatização da Eletrobras.
Em 2024, concorreu de novo ao pleito municipal em Bento Gonçalves pelo PSD, desta vez, com o então Presidente da Câmara dos Deputados, Rafael Pasqualotto (PL), como vice; e com uma coligação mais robusta, composta por PSD, PL, MDB, PDT e REPUBLICANOS, além de ter recebido o apoio oficial do ex-presidente Jair Bolsonaro. Nas urnas, apesar de ter feito 20.170 votos (30,5%),  mais do que em 2020, foi novamente derrotado por Diogo Siqueira, que foi reeleito, com 65,8% da votação.

## Desempenho eleitoral
| Ano  | Eleição                       | Cargo            | Partido | Coligação                           | Suplentes/Vice          | Votos           | Resultado                                           |
| ---- | ----------------------------- | ---------------- | ------- | ----------------------------------- | ----------------------- | --------------- | --------------------------------------------------- |
| 1994 | Estadual do Rio Grande do Sul | Deputado Federal | PPR     | PPR / PFL                           | —                       | 13.115          | Suplente (75ª pessoa mais votada, 20ª na coligação) |
| 2018 | Estadual do Rio Grande do Sul | Deputado Federal | PSD     | PSD / PSC / PMN / PRP / PTC         | —                       | 68.178 (1,24%)  | Suplente (47ª pessoa mais votada, 2ª na coligação)  |
| 2020 | Municipal de Bento Gonçalves  | Prefeito         | PSD     | PSD / PDT / PTB                     | Eliana Casagrande (PDT) | 15.651 (25,02%) | Não eleito (2º lugar)                               |
| 2024 | Municipal de Bento Gonçalves  | Prefeito         | PSD     | PSD / PL / MDB / PDT / REPUBLICANOS | Rafael Pasqualotto (PL) | 20.170 (30,50%) | Não eleito (2º lugar)                               |